# What's My Name (EP T-ara)
What's My Name è il nono EP del gruppo musicale sudcoreano T-ara, pubblicato nel 2017 dall'etichetta discografica Core Contents Media insieme a KT Music.
Questo è l'ultimo album pubblicato sotto l'etichetta Core Contents Entertainment.

## Tracce
1. What's My Name? (내 이름은)
2. Reload
3. 20090729
4. Diamond (다이아몬드;Qri solo)
5. Ooh La La (Hyomin solo)
6. Real Love (Eunjung solo)
7. Lullaby (Jiyeon solo)
8. What's My Name? (Chinese ver.)
9. What's My Name? (instrumental)

## Classifiche
| Classifica (2017) | Posizione massima |
| ----------------- | ----------------- |
| Corea del Sud     | 4                 |